# Ункюр
Ункюр (кирг. Үңкүр) — село в Узгенском районе Ошской области Кыргызстана. Входит в состав Кара-Ташского аильного округа. Код СОАТЕ — 41706  255 830 03 0

## Население
По данным переписи 2023 года, в селе проживало 673 человек.